# Alzon
Alzon é uma comuna francesa na região administrativa de Occitânia, no departamento de Gard. Estende-se por uma área de 27,48 km². Em 2010 a comuna tinha 175 habitantes (densidade: 6,4 hab./km²).